# Anna Pamuła (dziennikarka)
Anna Pamuła (ur. 1984) – polska dziennikarka i pisarka.

## Życiorys
Studiowała stosunki etniczne i migracje międzynarodowe na Uniwersytecie Jagiellońskim oraz afrykanistykę w Paryżu. Ukończyła Polską Szkołę Reportażu. W ramach stypendium The Ryoichi Sasakawa Young Leaders Fellowship Fund (SYLFF) w 2009 roku wyjechała do Kostaryki. Efektem pobytu była książka o Polakach w Kostaryce Polacos. Chajka płynie do Kostaryki. Publikuje w takich czasopismach jak: „ Gazeta Wyborcza”, „Chidusz” i francuskim miesięczniku „Parents". 
Mieszkała w Kostaryce i Portugalii, od 2013 roku mieszka w Paryżu.
Jest członkinią Towarzystwa Historyczno-Literackiego w Paryżu

## Twórczość
- Mamy do pogadania. Matki świata o miłości, sile i trudnych wyborach Agora 2023[2]
- Mamans du Monde[3] w języku francuskim z Dorothée Saada[2]
- Portugalia. W rytmie fado Kraków 2018 z Krzysztof Gierak[4]
- Chajka płynie do Kostaryki Wołowiec 2017[1]
- Wniebowzięte. O stewardesach w PRL-u Wołowiec 2016[1]

## Nagrody
- 2021:  Nagroda Magellana przyznawana przez Magazyn Literacki „Książki” – wyróżnienie w kategorii „książka reportażowa” za „Wrzenie. Francja na krawędzi”[5]
- 2021: nominacja książki „Wrzenie. Francja na krawędzi” do tytułu Książki Roku przez National Geographic Polska[6]
- 2024: nominacja do 6. edycji Nagrody PAP im. Ryszarda Kapuścińskiego.za tekst „>>Nie trzeba się drzeć, tylko przeć<<. Dobry poród to w Polsce ciągle los szczęścia” (OKO.press, 24 marca 2024 r.)[7]